# Савицкий, Парфён Петрович
Парфён Петро́вич Сави́цкий (бел. Парфён Пятро́віч Саві́цкі; 28 октября 1904, д. Гайшин Могилевской губернии — 11 августа 1954, Минск) — белорусский историк, государственный деятель. Кандидат исторических наук (1948). Ректор Белорусского государственного университета с 1938 по 1941 и с 1943 по 1946 год.

## Биография

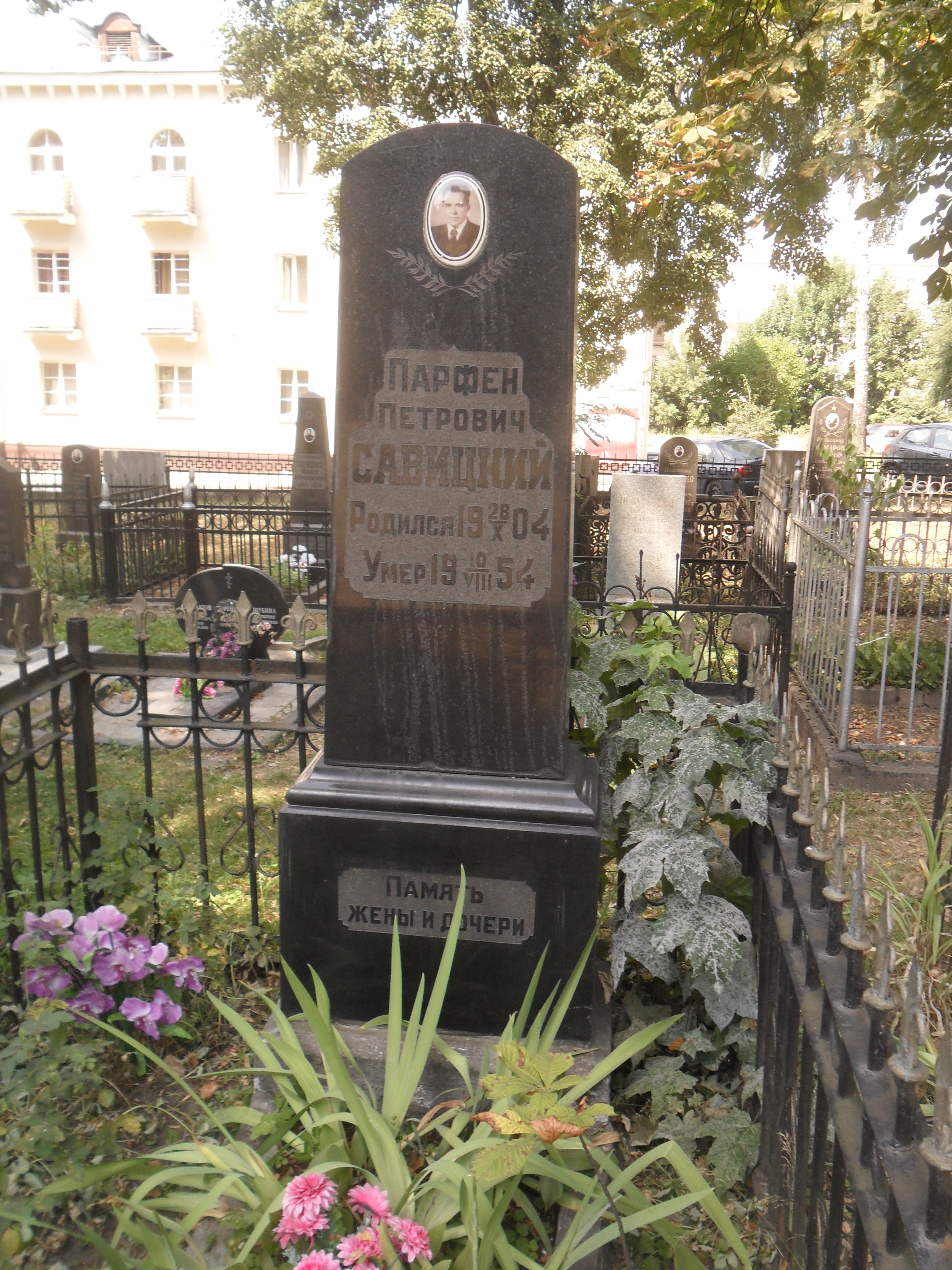
Могила Савицкого на Военном кладбище Минска.

Родился 28 октября 1904 года в семье безземельного крестьянина в деревне Гайшин Могилевской губернии (сейчас в Славгородском районе Могилёвской области Белоруссии). Отец, не имея своей земли, работал на лесозаготовках и лесосплаве, мать умерла рано. В 1916 году окончил четырёхлетнюю деревенскую земскую начальную школу, в 1921 году — Пропойскское училище.
Работал директором начальной школы в деревне Барсуковка, занимался сельским хозяйством. В 1925 году был избран председателем Гайшинского сельсовета, а в 1927 году вступил компартию Белоруссии. С 1929 по 1931 год работал секретарём Пропойского райисполкома. В 1934 году окончил пропагандистское отделение Коммунистического университета Белоруссии, где позже работал преподавателем истории партии, был редактором газеты «Ленинец».
С 1935 по 1938 год работал на партийных должностях в Минске. В 1937 году заочно окончил Институт красной профессуры в Москве. С 1938 года член ЦК компартии Белоруссии. Депутат Верховного Совета БССР. С 1938 по 1946 год работал ректором Белорусского государственного университета. В период 1941 по 1943 год университет не работал по причине войны, Савицкий работал ректором Педагогического института в Нижнем Тагиле. 15 мая 1943 года деятельность университета была восстановлена в Сходне и Савицкий вернулся на прежнее место. С 1949 года по 1952 год доцент БГУ.
Похоронен на военном кладбище в Минске.

## Награды и премии

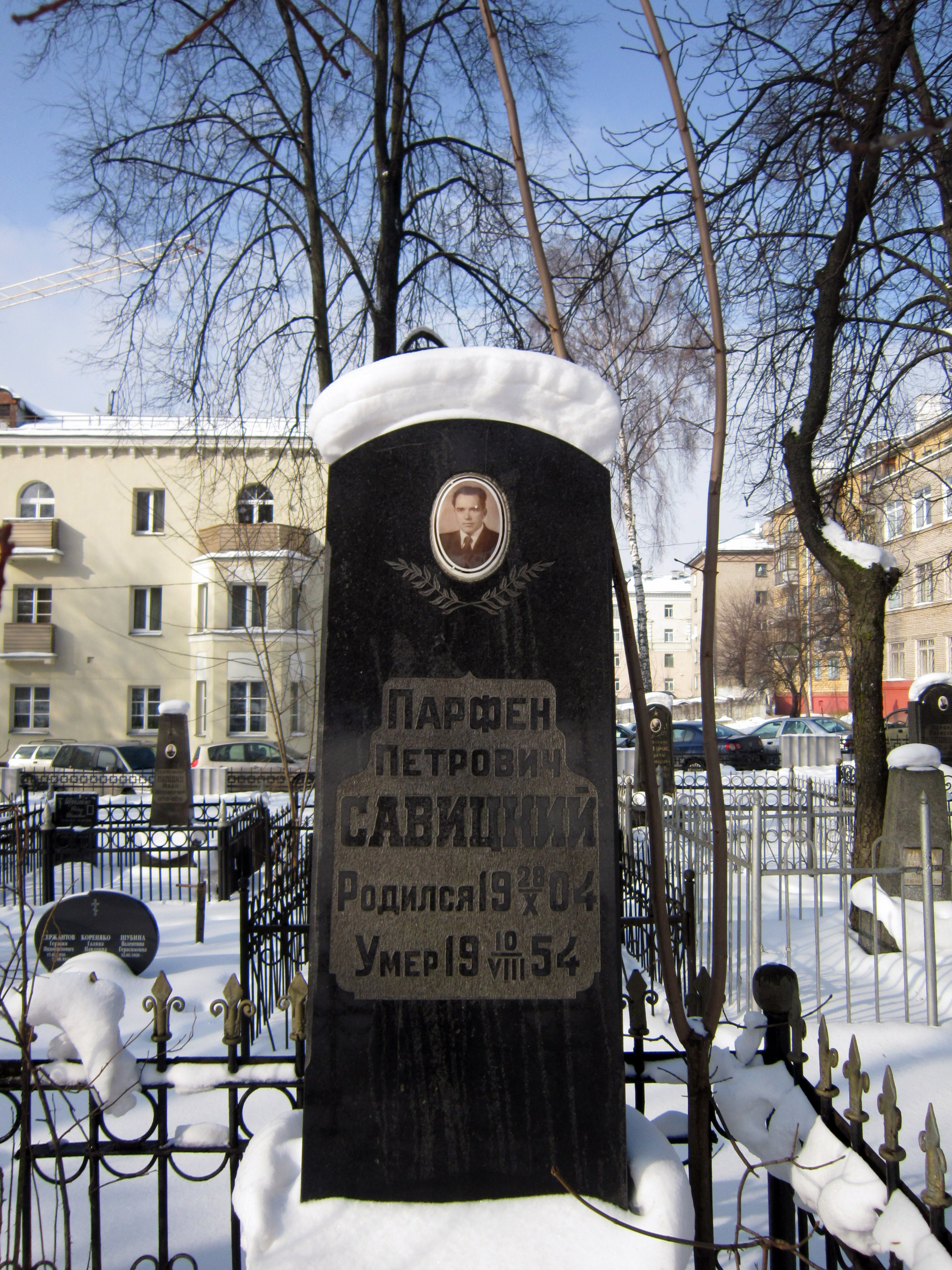
Могила Савицкого на Военном кладбище в Минске

- Медаль «За доблестный труд в Великой Отечественной войне 1941—1945 гг.»
- Орден «Знак Почёта» (1949)